# Jost Edelhoff
Jost Edelhoff (* 17. August 1970) ist ein deutscher Jazz-Gitarrist.

## Musik
Jost Edelhoff studierte an der Hochschule der Künste Amsterdam und hatte u. a. bei Philip Catherine Unterricht. Edelhoff verbindet Jazz mit Soul und Latin. 1995 erschien die erste, am Jazzrock orientierte CD mit Eigenkompositionen des Gitarristen. Er spielte mit Nippy Noya und bildet mit Christoph Steiner das Jazando Guitar Duo, das Jazz mit Klassik verbindet.

## Diskografie (Auswahl)
- New ESP: Steps (1995)[2]
- Memories of Satchmo: Cabaret (2006)
- Indigo: Stay together (2010, mit Michael Thomas, Carsten Steinkämper sowie Dian Pratiwi)
- Jazando: Jazz It Up! (mit Christoph Steiner) (2017)[3]
- Jazando: La Fiesta (mit Christoph Steiner) (2021)[4]